# Quintanar de la Orden (kommunhuvudort)
Quintanar de la Orden är en kommunhuvudort i Spanien.   Den ligger i provinsen Toledo och regionen Kastilien-La Mancha, i den centrala delen av landet, 110 km sydost om huvudstaden Madrid. Quintanar de la Orden ligger 692 meter över havet och antalet invånare är 12 736.
Terrängen runt Quintanar de la Orden är platt. Runt Quintanar de la Orden är det glesbefolkat, med 15 invånare per kvadratkilometer. Quintanar de la Orden är det största samhället i trakten. Trakten runt Quintanar de la Orden består till största delen av jordbruksmark.